# 나스닥 코펜하겐

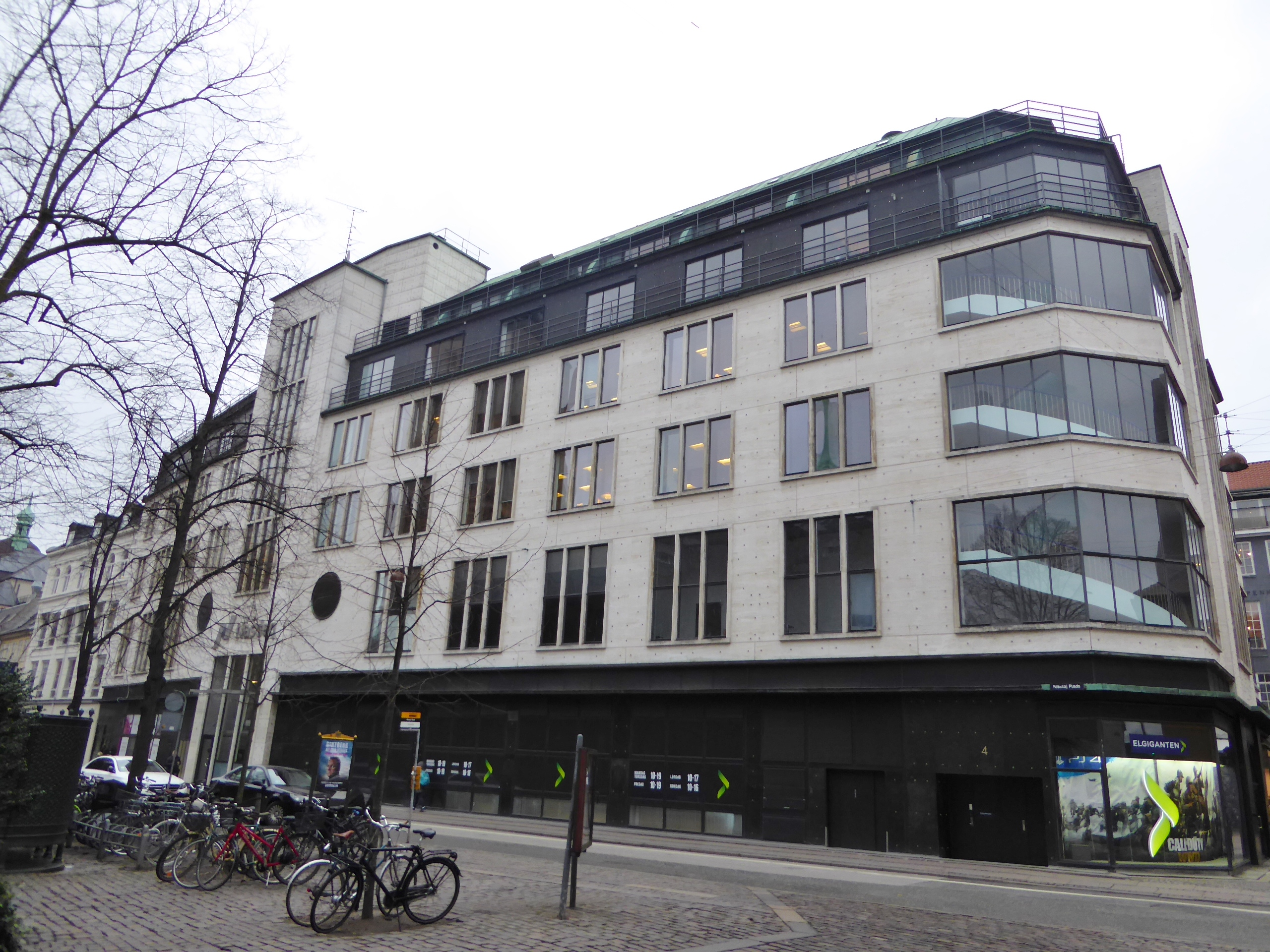

나스닥 코펜하겐(Nasdaq Copenhagen)는 예전에는 코펜하겐 증권거래소(덴마크어: Københavns Fondsbørs)로 불려진 덴마크의 증권거래소이다.
나스닥 노르딕은 2003년 OM AB와 HEX plc의 합병으로 거슬러 올라가 OMX를 형성하였고, 2008년 2월부터 나스닥 주식회사(옛 나스닥 OMX 그룹)의 일부이다.